# Joseph Leonz Andermatt (1740-1817)
Joseph Leonz Andermatt, né le 5 mai 1740 à Baar et mort au même endroit le 2 novembre 1817 est un militaire suisse.

## Biographie
Descendant d'une famille aristocrate du canton de Zoug, il se destine dès son jeune âge vers une carrière militaire. Engagé au service de la France dès 1769, il participe à la guerre de Sept Ans avant de passer en Espagne de 1763 à 1768, puis de revenir en France l'année suivante. En 1790, il est fait chevalier de l'ordre royal et militaire de Saint-Louis.
Après un passage à Zoug en 1792, il part pour le royaume de Sardaigne en 1793 avec le grade de lieutenant-colonel, puis colonel en 1796. Il est emprisonné par les français en 1797 pour avoir refusé de se battre contre l'Autriche. Libéré, il retourne à Zoug en 1798 où il organise et dirige la milice. Après la défaite à Hägglingen, il passe du côté français et est nommé général de brigade de la Légion helvétique en 1799 dans le Piémont où il est capturé par l'armée autrichienne.
Libéré en 1800, il rentre en Suisse pour se mettre au service de la République helvétique. Il est nommé commissaire du gouvernement dans le canton des Grisons et sénateur du canton de Zoug (jusqu'en 1803), puis général de l'armée suisse lors du coup d'État d'octobre 1801. Employé au Département de la guerre, il soutient le putsch unitaire en du 18 avril 1802 avant d'être envoyé à Paris comme représentant du canton de Zoug à la consulta organisée par le Premier Consul Bonaparte et qui allait déboucher sur l'acte de médiation.

## Sources
- (de) Cet article est partiellement ou en totalité issu de l’article de Wikipédia en allemand intitulé « Joseph Leonz Andermatt » (voir la liste des auteurs).
- « Joseph Leonz Andermatt (1740-1817) » dans le Dictionnaire historique de la Suisse en ligne.